# Владимировка (Шаранський район)
Влади́мировка (рос. Владимировка, башк. Владимировка) — присілок у складі Шаранського району Башкортостану, Росія. Входить до складу Писаревської сільської ради.
Населення — 37 осіб (2010; 32 у 2002).
Національний склад:
- чуваші — 72 %